# Juan Alix Martínez
Juan Alix Martínez (Murcia, 29 de enero de 1790-Murcia, 20 de agosto de 1862) fue un químico, médico y político español.

## Biografía
Nació en Murcia el 29 de enero de 1790 y estudió química en la Universidad de Valencia. Médico castrense en la guerra de la Independencia española, asistió a sus paisanos en la epidemia de fiebre amarilla de 1812, además de pertenecer a sociedades como la Real Academia Médica Matritense y la Real Academia de Medicina y Cirugía de Murcia. Alcanzó mediante oposición, en 1817, la dirección de los baños de Archena, de la que llegó a ser apartado por sus ideas liberales. Escribió en 1816 un Discurso de la medicina vindicada. En su faceta política, fue diputado en Cortes por Murcia en 1822, durante el Trienio Liberal, y por Badajoz en 1841. También desempeñó varias veces los cargos de secretario de gobiernos de provincia y de jefe político. Falleció en Murcia el 20 de agosto de 1862.